# Botsorhel
Botsorhel (tiếng Breton: Bodsorc'hel) là một xã của tỉnh Finistère, thuộc vùng Bretagne, miền tây bắc Pháp.

## Dân số
Người dân ở Botsorhel được gọi là Botsorhélois.